# カミーノ (映画)
『カミーノ』（スペイン語: Camino）は、2008年のスペイン映画（ヒューマンドラマ）。監督はハビエル・フェセール。
この映画は14歳で亡くなったアレシア・ゴンサーレス＝バロスという少女に着想を得ているフィクション映画。アレシアは1985年に脊髄癌で亡くなり、死後には列聖の過程にある。日本では2009年の第6回ラテンビート映画祭で上映された。日本では一般劇場公開なし。第23回ゴヤ賞では7部門にノミネートされ、作品賞、監督賞、脚本賞を含む6部門で受賞した。

## プロット
カミーノは11歳の時に難病にかかり、数度にわたる手術でも彼女を救うことはできない。両親は敬虔なクリスチャンであり、母親はカミーノにも厳しく教えを守らせるが、父親はキリストの教えに疑問を抱いていく。カミーノはヘスース（イエス・キリストのスペイン語名）という男の子に初めての恋心を感じる。現実と幻想のさなかにいるカミーノは最後の夢を見る。

## 論争
アレシアの兄弟はこの映画が彼女の生涯を歪曲していると述べており、この映画は議論の対象となっている。アレシアの兄弟はまた、フェセール監督がアレシアのフルネームを用いることに反対した。死後の彼女が経験している聖人への「道」に基づいて、フェセール監督はこの映画の中で彼女をカミーノ（道）と呼んでいる。アレシアは、冷静に、そして英雄的とも言える剛毅をもって非常な痛みを伴う癌と耐え、闘病した14歳の女の子だが、映画では無意味な人生を送ったと少女として描かれている。未成年の女の子のプライベートなところを映画化し、また映画を通して人の苦しみ・病状・宗教心を批判する映画として、欧州では、カトリック教会の内外で批判を浴びている。特に、未成年者の病気や苦しみ、そして死といったテーマをネガティブに描く映画として批判されている。
2011年、映画監督のペドロ・デルガドはアレシア・ゴンサーレス＝バロスの家族から提供されたビデオ映像などを含む、アレシアの生涯についてのドキュメンタリーを公開した。
家族によって公開されている公式HPを通して本当のアレシアの生涯を知ることができる。

## 受賞とノミネート
第23回ゴヤ賞
| 部門       | 対象者                                                               | 結果       |
| ---------- | -------------------------------------------------------------------- | ---------- |
| 作品賞     | 作品賞                                                               | 受賞       |
| 監督賞     | ハビエル・フェセール                                                 | 受賞       |
| 主演女優賞 | カルメ・エリアス                                                     | 受賞       |
| 助演男優賞 | ジョルディ・ダウデル                                                 | 受賞       |
| 新人女優賞 | ネレア・カマーチョ                                                   | 受賞       |
| 脚本賞     | ハビエル・フェセール                                                 | 受賞       |
| 特殊効果賞 | ラウール・ロマニーリョス アルトゥーロ・バルセイロ フェラン・ピケール | ノミネート |

2008年（第14回）ホセ・マリア・フォルケ賞
| 部門   | 対象者 | 結果 |
| ------ | ------ | ---- |
| 作品賞 |        | 受賞 |

2008年度サン・ジョルディ賞
| 部門   | 対象者 | 結果 |
| ------ | ------ | ---- |
| 作品賞 |        | 受賞 |